# Conservatoire à rayonnement régional d'Aubervilliers
 (août 2025).
Le conservatoire à rayonnement régional d’Aubervilliers-La Courneuve est un conservatoire à rayonnement régional, établissement d'enseignement artistique agréé et contrôlé par l'État (Direction générale de la Création artistique du ministère de la Culture et de la Communication), représenté par la direction régionale des Affaires culturelles (DRAC). Il propose trois spécialités, musique, chorégraphie et art dramatique. Le CRR a son siège à Aubervilliers (Seine-Saint-Denis, France).

## Histoire

### Liste des directeurs successifs
Le directeur actuel est Alexandre Grandé (depuis 2015).
Gérard Meunier (1973-1990), Marc-Olivier Dupin (1990-1992), Michel Rotterdam (1992-1997), Hacène Larbi (1997), Serge Cyferstein (1998-2003), Valérie Guéroult (2003-2004), Daniel Lefebvre (2004-2008) et Jean Roudon (2008-2015) l'ont précédé à ce poste.

## Le CRR aujourd'hui
Le conservatoire et ses 130 professeurs, accueillent 1 500 élèves.

### Diplômes délivrés
Le conservatoire décerne le DEM (Diplôme d'études Musicales), le CEM (Certificat d'études Musicales), le DEC (Diplôme d'études Chorégraphiques) et le DET (Diplôme d'études Théâtrales). 
Il propose un cycle d'orientation professionnelle pour l'ensemble des disciplines, ainsi qu'un cycle supérieur.

### Enseignement

#### Musique
Dans le domaine musical, le conservatoire délivre un enseignement concernant les cordes (violon, alto, violoncelle, contrebasse), les bois (flûtes, hautbois, basson, saxophone, clarinette), les cuivres (cor, trompette, trombone, tuba) ainsi que les instruments polyphoniques (piano, accordéon, guitare, harpe, orgue, percussions). Des classes de chant, d’écriture et de composition musicales sont également organisées. De même l’enseignement de la musique ancienne (flûte à bec, clavecin, contrebasse baroque, viole de gambe et violon baroque) fait partie de la palette du conservatoire. Enfin, la musique traditionnelle occupe une place privilégiée.
Richard Dubugnon y enseigne l'orchestration depuis septembre 2020.

#### Danse
La danse classique, la danse jazz et la danse contemporaine font partie de l’offre chorégraphique du conservatoire.

#### Théâtre
L'art dramatique, enseigné en partenariat avec le Théâtre de la Commune prépare aux CET (certificat d'études théâtrales) et DET (diplôme d'études théâtrales).

### Administration
Outre la participation de l’État, représenté par la direction régionale des Affaires culturelles (DRAC), le conservatoire est financé par le conseil général de la Seine-Saint-Denis et les municipalités d'Aubervilliers et de La Courneuve.

### Partenariats
Le conservatoire bénéficie de plusieurs partenariats, en particulier celui de l’Académie Fratellini (Saint-Denis), le centre culturel Jean-Houdremont, le centre dramatique de La Courneuve et le théâtre de la Commune (Aubervilliers).
Le conservatoire, en partenariat avec l’Éducation nationale, s’inscrit dans un cycle de classes à horaires aménagés dans le domaine musical  (CHAM) et rassemble les élèves dans les écoles primaires Joliot-Curie (chant choral), Jules-Vallès d’Aubervilliers (instruments), aux collèges Gabriel-Péri d'Aubervilliers (dominante vocale) et Georges-Politzer de La Courneuve (musiques et danses du monde) et Jean-Baptiste-Clément de Dugny (danse ou musique), remplacé progressivement depuis septembre 2019 par le collège Denis-Diderot d'Aubervilliers. Le lycée Henri-Wallon propose une section préparant au baccaulauréat TMD (techniques de la musique et la danse).

## Anciens élèves notables
- Valéry Aubertin
- Stéphane Béchy
- Vincent Courtois
- Axelle Fanyo
- Jean-Luc Fillon
- Issam Krimi
- Jean-Marie Raymond